# Ван дер Линден, Мартен
Мартен ван дер Линден (нидерл. Maarten van der Linden, род. 9 марта 1969) — голландский спортсмен, гребец. Призёр Летних Олимпийских игр 1996 года.

## Биография
Мартен ван дер Линден родился 9 марта 1969 года в нидерландском городе Воорбюрг, Южная Голландия. Тренировался в клубе «Nereus ASRV», Амстердам. Профессиональную карьеру гребца начала с 1998 года.
Ван дер Линден неоднократно участвовал в кубках мира по академической гребле. В 1998 году во время III этапа кубка мира по академической гребле в Люцерне он занял 6е место в составе двоек парных (07:37.840). В 1999 году во время I этапа кубка мира по академической гребле в Хезевинкеле он занял 4е место в составе двоек парных (06:34.510). В 1999 году во время II этапа кубка мира по академической гребле в Вене он занял 4е место в составе двоек парных (07:01.090). В 1999 году во время III этапа кубка мира по академической гребле в Люцерне он занял 6е место в составе двоек парных (финал FB - 06:37.340). 
Первая и единственная олимпийская медаль в активе ван дер Линдена была выиграна на Летних Олимпийских играх 1996 года в Атланте. В составе голландкой двойки парной в лёгком весе во время финального заплыва его команда финишировала второй. С результатом 6:26.48 голландские гребцы обогнали соперникам из Австралии (6:26.69 — 3е место), но уступили первенство команде из Швейцарии (6:23.47 — 1е место).